# Centrochares ridleyana
Centrochares ridleyana är en insektsart som beskrevs av William Lucas Distant. Centrochares ridleyana ingår i släktet Centrochares och familjen hornstritar. Inga underarter finns listade i Catalogue of Life.